# Iassinae
Iassinae  (лат.) — подсемейство прыгающих насекомых из семейства цикадок (Cicadellidae).

## Описание
Окрашены от зелёного до коричневого цвета. Антеннальные кили поперечные. Край щеки под глазами прижат к телу. Для цикадок подсемейства Iassinae (и некоторых других близких групп из Ulopides, например, Penthimiinae, Aphrodinae, Deltocephalinae) характерен сложный характер звукового сигнала и развитое конкурентное поведение.

## Систематика
50 родов, 700 видов. Иногда в состав Deltocephalinae включают подсемейства Bythoniinae и Scarinae.
Выделяют несколько триб (Bythoniini - Iassini - Krisnini (Krisna) - Platyjassini - Reuplemellini - Scarini - Selenomorphini - Trocnadini). В Австралии несколько родов (Aloplemmeles, Batracomorphus, Reuplemmeles, Thalattoscopus, Trocnada), в Новой Зеландии 1 род (Batracomorphus).
В Европе 2 рода (Batracomorphus, Iassus). Некоторые роды подсемейства:
- - Batracomorphus Lewis, 1834[5]
  - Iassus Fabricius, 1803